# Schaubrote
Als Schaubrote im religionsgeschichtlichen Sinn werden Backwaren bezeichnet, die einer Gottheit dargebracht werden.

## Wortprägung
Das Wort Schaubrote stammt aus der Lutherbibel; es ist Luthers interpretierende Übersetzung des biblischen Begriffs לחם הפנים lechem haPanim; interpretierend deshalb, weil die Wortprägung die Idee einer Götterspeisung ausschließen möchte. Über Tyndale gelangt Luthers Formulierung in die englischen Bibeln (shewbread, showbread).

## Religionsgeschichte
Im Alten Orient (Mesopotamien und Ägypten) galt die Speisung der Gottheiten als wichtige Pflicht des Menschen, besonders des Königs. Das übliche Muster ist nicht wie im griechisch-römischen Raum das Verbrennen von Gaben, sondern deren Darbringung, die im Folgenden beschrieben werden soll. Dabei ist die Gegenwart der Gottheit in ihrem Kultbild vorausgesetzt.
„Die Mahlzeiten wurden vor den Götter(bilder)n präsentiert. Die Gottheiten wurden dazu aufgefordert, die Opfer anzunehmen, sich zum Essen niederzulassen, sich auszuruhen und sich zu beruhigen.“ Die Speisen wurden auf einen Tisch vor dem Kultbild aufgelegt, Getränke davor ausgegossen. Alternativ konnten Speisen in ritueller Weise geschwenkt werden (das „Weben“), sodass die Gottheit sie sich durch Betrachten aneignen konnte. Es war eine besondere Gunst, die Speisereste vom Tisch der Gottheit essen zu dürfen.

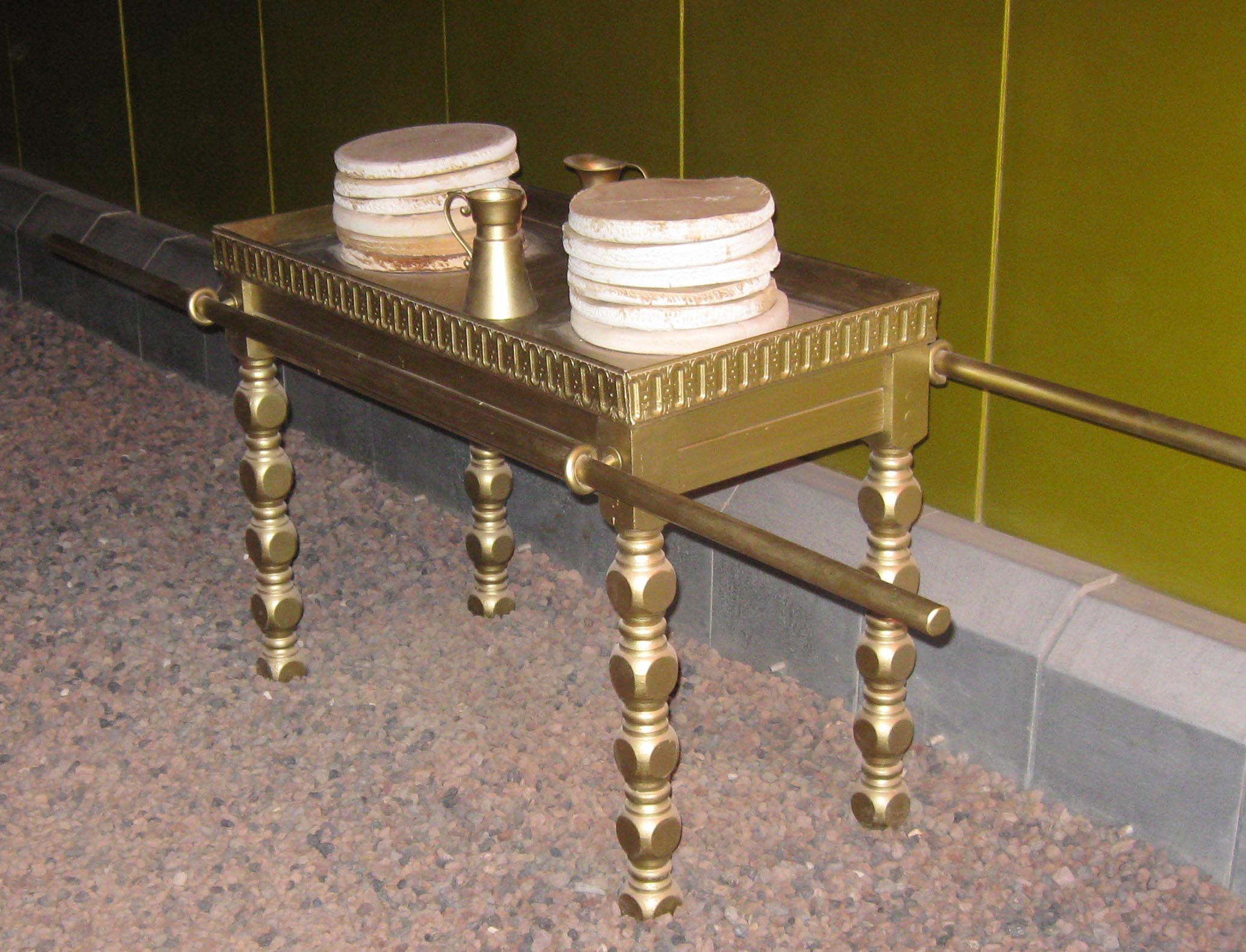
Rekonstruiertes Ensemble von Tisch, Broten und Räucherwerk (Timna Park)

## Judentum
Das hebräische Wort lechem haPanim (לחם הפנים) bedeutet wörtlich: Brot des Angesichts, d. h. Brot, das sich vor Gott befindet (daher auch übersetzt als: Präsenzbrot). Die Schaubrote galten für Israel als Bundeszeichen, wie etwa auch die Beschneidung und das Halten des Schabbats.

### Hebräische Bibel
Das Ritual der Schaubrote wird in der Tora für das Zeltheiligtum (Mischkan) so angeordnet: 12 ungesäuerte Brotkuchen aus Weizenmehl, nach der Zahl der 12 Stämme Israels, sollen für jeden Sabbat neu bereitet und im Heiligtum auf dem Schaubrottisch gemeinsam mit Weihrauch als Opfergabe aufgelegt werden. Die alten Brote waren Teil der Versorgung der Priester mit Lebensmitteln.
Der Text wird so interpretiert, dass es sich um Ringbrote aus Grieß handelte, die in zwei Reihen nebeneinander aufgelegt wurden.

### Septuaginta
Die Septuaginta stellt das Ritual der Schaubrote (Levitikus 24,5-6) etwas anders dar als der masoretische Text:
„Und ihr sollt Feinmehl nehmen und es zu zwölf Broten verarbeiten; zwei Zehntel soll das einzelne Brot (schwer) sein. Und ihr sollt sie in zwei Stapel, je einen Stapel zu sechs Broten, auf den reinen Tisch vor den Herrn legen. Und ihr sollt reinen Weihrauch und Salz auf den Stapel geben, und sie werden zu Broten, zu einer Erinnerung, die vor dem Herrn liegt.“
Man hat aus 1. Chronik 9,32 schließen wollen, dass die Herstellung der Schaubrote einer bestimmten Priesterfamilie oblag; hierzu gibt die wiederum abweichende Lesart der Septuaginta die Details: „Und Banias, der Kaathiter von ihren Brüdern, war (zuständig) für die Opferbrote, um sie Sabbat für Sabbat vorzubereiten.“

### Josephus
Als Angehöriger des Jerusalemer Priesteradels verfügte Josephus über das einschlägige Fachwissen und ist deshalb ein wertvoller Zeuge für den Umgang mit den Schaubroten:
„Aus je zwei Assaron Mehl wird ein Brot gebacken am Vorabende des Sabbat; am Morgen des Sabbat aber werden die Brote auf den heiligen Tisch gelegt, je sechs und sechs einander gegenüber. Dann werden zwei goldene Schalen voll Weihrauch dazu gegeben, und so bleiben sie liegen bis zum nächsten Sabbat, wo sie gegen andere ausgewechselt und den Priestern zur Speise überlassen werden. Der Weihrauch aber wird in heiligem Feuer verbrannt und durch neuen ersetzt.“ (Antiquitates 3.10.7)

### Mischna
Nach der Zerstörung des Zweiten Tempels bestand die Hoffnung, ihn in absehbarer Zeit wieder aufbauen zu können (unter Kaiser Julian gab es Vorbereitungen dazu); schon deshalb musste das Berufswissen der Priester über die richtige Form der Rituale möglichst minutiös festgehalten werden:
- Der Backvorgang. „Die Schaubrote wurden jedes einzeln geknetet, aber zu je zweien gebacken. Sie wurden in eine Form getan, und wenn sie vom Backofen abgenommen wurden, gab man sie in eine Form, damit sie keinen Schaden nehmen.“ (Mischna Menachot  XI.1)

- Die Form der Schaubrote. Sie hatten eine rechteckige Form mit Hörnern an den Ecken, ähnlich den Hörnern des Altars. „Die Schaubrote waren zehn Handbreit lang, fünf breit und ihre Hörner sieben Fingerbreit hoch.“ (Mischna Menachot  XI.4)
- Die Anordnung auf dem Tisch. Es ist kontrovers, ob der Weihrauch auf die Brote gestellt wird oder neben sie. Jedes Brot „wurde der Länge nach über die Breite des Tischs gelegt, zwei Handbreit wurden auf jeder Seite umgeschlagen, und zwei Handbreit Platz blieb in der Mitte, so daß der Wind zwischen ihnen wehen konnte.“ (Mischna Menachot  XI.5)

#### Reenactment
Das Temple Institute in Jerusalem, dessen Aktivitäten kontrovers beurteilt werden, führte 2016 eine Art Reenactment (englisch Nachbildung) der priesterlichen Bäckerei durch.

„According to the research, each showbread loaf was made from approx 4kg of coarse wheat flour, resulting in some 6kg of dough. This, multiplied by 24, equals 144 kg of dough. Furthermore, the loaves themselves were large, some 60cm long by 40cm wide, and 8cm thick, with ‘walls’ of 10 cm at the two ends, to make a “chet” shape. The Institute decided that the showbread should be kneaded for 40 minutes and baked for 40 minutes ... In a one-loaf capacity kneading machine and oven, this would therefore require 16 hours of continuous production.“

„Laut der Recherche wurde jeder Schaubrotlaib aus ca. 4 kg grobem Weizenmehl hergestellt, was etwa 6 kg Teig ergab. Dies, multipliziert mit 24, ergibt 144 kg Teig. Darüber hinaus waren die Brote selbst groß, etwa 60 cm lang, 40 cm breit und 8 cm dick, mit „Wänden“ von 10 cm an den beiden Enden, um eine „Chet“-Form zu bilden. Das Institut entschied, dass das Schaubrot 40 Minuten geknetet und 40 Minuten gebacken werden sollte ... In einer Knetmaschine und einem Ofen mit einer Kapazität von einem Laib würde dies also 16 Stunden kontinuierliche Produktion erfordern.“

Jedenfalls nach diesem Verständnis der einschlägigen Quellen waren die Schaubrote verblüffend groß. Deutlich wird aus dem Bericht auch, dass einige zum Backen nötige Informationen fehlen und modern ergänzt wurden.

## Antikes Griechenland
Als Schaubrote wurden in der älteren Forschung auch Backwaren bezeichnet, die als Opfergaben auf den Altären der Olympischen Götter im alten Griechenland dargebracht wurden. Die Einführung dieser unblutigen Form des Opfers wird dem sagenhaften attischen König Kekrops II. zugeschrieben.

## Biblische Belege
- Exodus 25,23-30 (Bestimmung für den Tisch der Schaubrote)
- Levitikus 24,5-6 (Bestimmung zur Zubereitung und Verwendung)

### Antike Texte
- Wolfgang Kraus / Martin Karrer (Hg.): Septuaginta Deutsch. Das griechische Alte Testament in deutscher Übersetzung, Stuttgart 2009, ISBN 978-3-438-05122-6.
- Flavius Josephus: Jüdische Altertümer (Antiquitates), übers. Heinrich Clementz, 14. Aufl., Wiesbaden 2002, ISBN 3-921695-19-8.
- Mischna: übers. Dietrich Correns, Wiesbaden 2005, ISBN 3-86539-016-1.

### Sekundärliteratur
- Friedhelm Hartenstein: „Brote“ und „Tisch des Angesichts“. Zur Logik symbolischer Kommunikation im Tempelritual.In: Johannes F. Diehl et al.(Hrsg.): „Einen Altar von Erde mache mir...“. Festschrift für Diethelm Conrad zu seinem 70. Geburtstag. Kleine Arbeiten zum Alten und Neuen Testament, Bd. 4. Waltrop 2003, S. 107–127.

- Angelika Berlejung: Zu Tisch mit Gott. Kultische Mähler im Alten Orient und in Palästina/Israel, in: Welt und Umwelt der Bibel 1/2017, S. 11–19.
- Volker Wagner: Profanität und Sakralisierung im Alten Testament, Walter de Gruyter, Berlin 2005. ISBN 3-11-018463-X.
- Keung-Jae Lee: Symbole für Herrschaft und Königtum in den Erzählungen von Saul und David: Die Erzählungen von Saul und David und in der Umwelt Israels, Kohlhammer Verlag 2016.